# Liste der Monuments historiques in Torcy-le-Grand (Aube)
Die Liste der Monuments historiques in Torcy-le-Grand führt die Monuments historiques in der französischen Gemeinde Torcy-le-Grand auf.

## Liste der Objekte
| Bezeichnung               | Beschreibung                                        | Standort                                | Kennzeichnung | Schutzstatus | Datum | Bild |
| ------------------------- | --------------------------------------------------- | --------------------------------------- | ------------- | ------------ | ----- | ---- |
| Skulptur Madonna mit Kind | Holz, farbig gefasst und vergoldet, 18. Jahrhundert | in der Kirche St-Pierre-ès-Liens (Lage) | PM10002220    | Classé       | 1911  |      |